# Walter Kollmann (Fußballspieler)
Walter „Bandy“ Kollmann (* 17. Juni 1932; † 16. Mai 2017) war ein österreichischer Fußballspieler.

## Karriere

### Vereine
Kollmann kam von 1951 bis 1961 für den SC Wacker Wien in insgesamt 202 Punktspielen in der Staatsliga, der seinerzeit höchsten Spielklasse im österreichischen Fußball zum Einsatz; gewann weder Meisterschaft, noch Pokal. Er debütierte am 7. Oktober 1951 (6. Spieltag) beim 3:0-Sieg im Heimspiel gegen den SK Sturm Graz. Sein letztes Punktspiel bestritt er am 20. März 1960 (17. Spieltag) beim torlosen Remis im Auswärtsspiel gegen den ESV Admira Wien. Im Wettbewerb um den ÖFB-Cup kam er lediglich am 8. April 1959 beim 3:1-Erstrundensieg gegen den Sportclub Helfort aus der drittklassigen Wiener Liga und am 7. Mai 1959 beim 2:1-Achtelfinalsieg gegen den FC ÖMV Stadlau. International bestritt er im 1955 wiederbelebten Wettbewerb um den Mitropapokal jeweils drei Spiele 1955 und 1956. Mit dem Abstieg seiner Mannschaft wechselte er zum Wiener Sport-Club, für den er allerdings nur an den ersten vier Spieltagen eingesetzt worden war.

### Nationalmannschaft
Im Jahr 1952 nahm er als Spieler der Olympiaauswahl am olympischen Fußballturnier teil. Er gehörte zur spielenden Mannschaft, die am 19. Juli im Olympiastadion Helsinki gegen die Olympiaauswahl Finnlands im Achtelfinale mit 4:3 gewann, nachdem sie zur Halbzeit noch 2:3 zurückgelegen hatte. Auch das Viertelfinale am 23. Juli im Töölön Pallokenttä bei der 1:3-Niederlage gegen die Olympiaauswahl Schwedens hatte er bestreiten dürfen. Noch im selben Jahr debütierte er in der A-Nationalmannschaft, mit der er am 23. November in Porto 1:1-Unentschieden gegen die Nationalmannschaft Portugals spielte; dabei wurde er zur zweiten Halbzeit für Walter Haummer eingewechselt. Bis 1958 bestritt er weitere elf Länderspiele (1 S, 5 U, 5 N), die in Freundschaft ausgetragen wurden.
Für die 1954 in der Schweiz anstehende Weltmeisterschaft kam er einzig 29. November 1953 im zweiten Spiel der Gruppe 5 beim torlosen Remis gegen die Nationalmannschaft Portugals in Oeiras zum Einsatz. Mit der gelungenen Qualifikation – das Hinspiel in Wien am 27. September wurde mit 9:1 (5 Tore von Erich Probst) gewonnen – kam er auch in der anschließenden Endrunde zum Einsatz. Unter Trainer Walter Nausch wurde er einzig im Spiel um Platz 3 eingesetzt, das seine Mannschaft über den Gruppensieg und dem 7:5-Viertelfinalsieg über die Schweizer Nationalmannschaft und der 1:6-Halbfinalniederlage gegen den späteren Weltmeister, erreicht und mit 3:1 gegen die Nationalmannschaft Uruguays gewonnen hatte.
Für die 1958 in Schweden anstehende Weltmeisterschaft kam er einzig am 30. September 1956 im ersten Spiel der Gruppe 5 beim 7:0-Sieg über die Nationalmannschaft Luxemburgs im Praterstadion zum Einsatz, wie auch in der Endrunde; er wurde im letzten Spiel der Gruppe 4, beim 2:2-Unentschieden gegen die Nationalmannschaft Englands 15. Juni 1958 in Borås eingesetzt. Sein letztes Spiel als Nationalspieler hatte er am 19. November 1958 in Berlin beim 2:2-Unentschieden gegen die Nationalmannschaft Deutschlands bestritten.

## Erfolge
- Dritter Weltmeisterschaft 1954